# Tetraloniella pachysoma
Tetraloniella pachysoma är en biart som först beskrevs av Cockerell 1905.  Tetraloniella pachysoma ingår i släktet Tetraloniella och familjen långtungebin. Inga underarter finns listade i Catalogue of Life.